# François Boucq

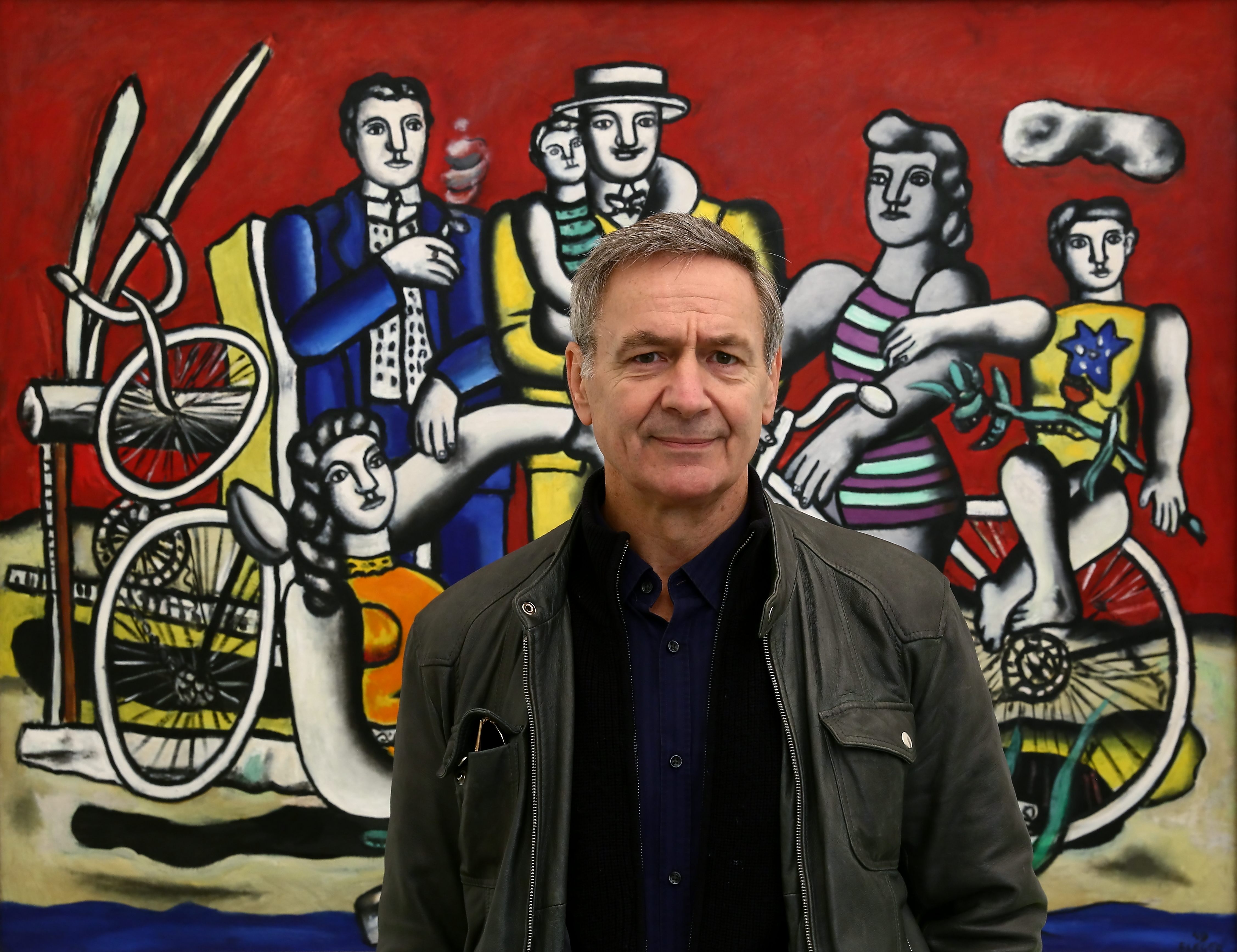
François Boucq (2016)

François Boucq (* 28. November 1955 in Lille) ist ein französischer Comiczeichner. 

## Leben und Werk
Seine ersten Zeichnungen, politische Karikaturen, veröffentlichte er 1974 in Le Point. Nach einigen Serien begann er 1983 regelmäßig für das Magazin (à suivre) zu zeichnen. Aus diesen Werken entstanden später „Les Pionniers de l’Aventure Humaine“ (dt.: „Die Pioniere des menschlichen Abenteuers“), Point de Fuite pour les Braves, La Pédagogie du Trottoir und La Désiroire effervescence des comprimés (dt.: „Starr in der Manege der Leidenschaften“). 
Für Die Pioniere des menschlichen Abenteuers, auf Deutsch erschienen im Alpha Comic Verlag, gewann Boucq 1992 den Max-und-Moritz-Preis. 1998 gewann er den Grand Prix de la Ville d’Angoulême auf dem Festival International de la Bande Dessinée d’Angoulême. Für Starr in der Manege der Leidenschaften erhielt er in Charleroi den Preis für das beste Album und den Prix RTL für den besten Comic.
Zusammen mit Jerome Charyn arbeitete er an La Femme du magicien (dt.: „Die Frau des Magiers“), Bouche du Diable (dt.: „Teufelsmaul“) und Little Tulip, mit Alejandro Jodorowsky an Face de Lune (dt.: „Mondgesicht“), das sich inzwischen auch in Deutschland auf drei Bände erstreckt. 2001 begann eine weitere Zusammenarbeit mit Jodorowsky mit der hartgesottenen Westernreihe Bouncer. Des Öfteren arbeitete er auch mit dem Szenaristen Philippe Delan.

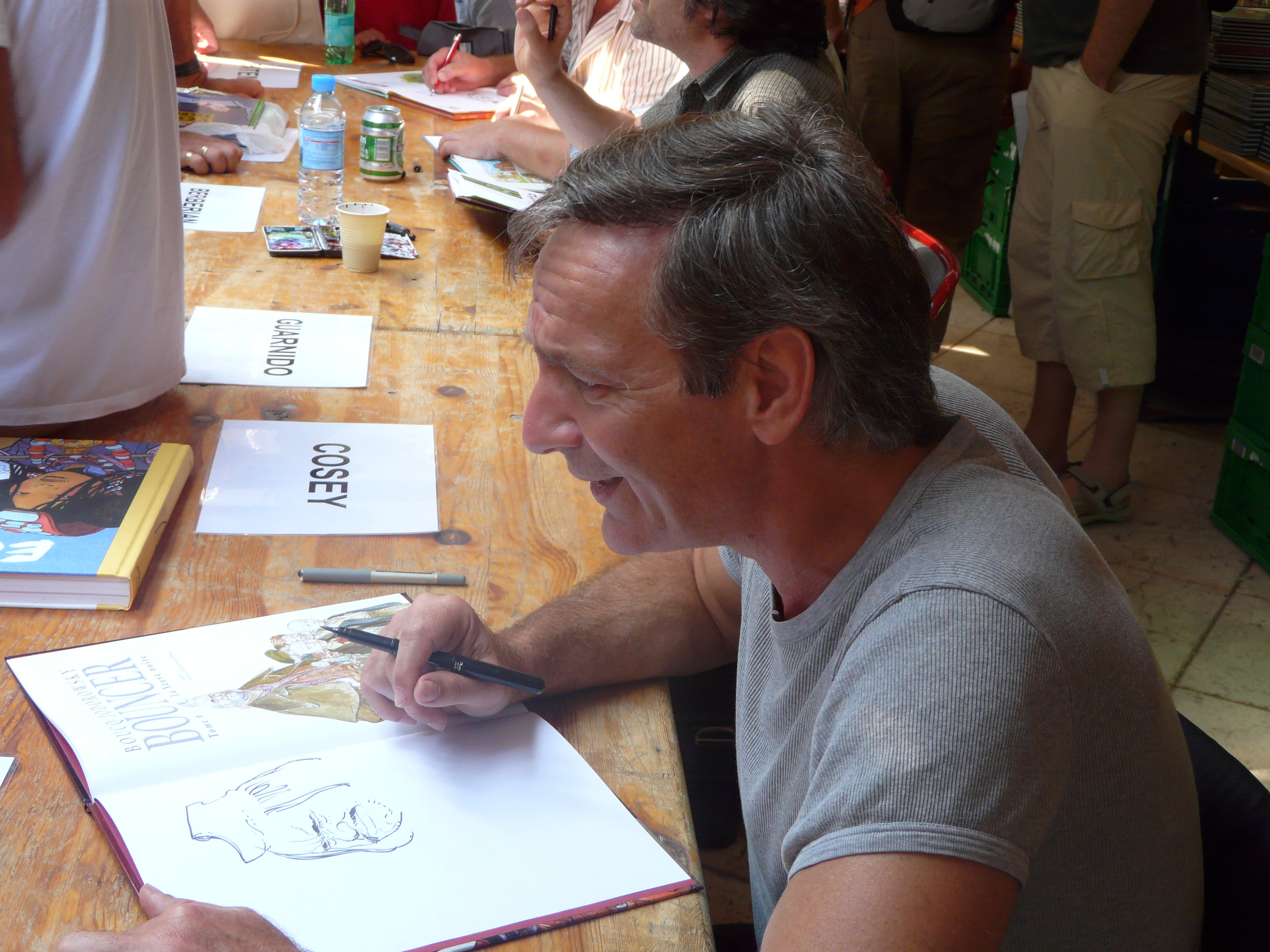
Boucq beim Internationalen Comicfestival von Sollies Ville (2008)

In den 1990ern entstand zudem die Reihe über den in Leopardenfell gekleideten und mit einem Füllfederhalter durch die Nase geschmückten Versicherungsvertreter „Jérôme Moucherot“ (dt.: „Horst Katzmeier“) und seine Abenteuer. Der „Bengalische Tiger“, wie dieser von seiner Ehefrau liebevoll genannt wird, ist bereits eine ältere Figur aus Die Pioniere, der mittlerweile neben diversen Kurzgeschichten mehrere komplexe Comic-Romane gewidmet sind. Die Geschichten spielen in einem satirisch überzeichneten Großstadtdschungel, in dem nur das nackte Überleben zählt. Neben Geschöpfen aus unterschiedlichen kulturellen und erdgeschichtlichen Epochen tauchen dort immer wieder Charaktere aus anderen Comics auf (zum Beispiel Schlümpfe) sowie historische Persönlichkeiten, insbesondere Leonardo da Vinci.
Zu seinen jüngsten Veröffentlichungen in Deutschland gehören die Serie Janitor, die er gemeinsam mit dem Szenaristen Yves Sente entwickelt, ein Einzelband für die Reihe XIII Mystery sowie Band 1 einer Neuauflage von Gotlibs Superhelden-Satire Superdupont. 

## Bibliographie

### Alben
- 1980: Die Lektionen von Professor Weichbirne (mit Pierre Christin) (Volksverlag) ISBN 978-3886-3119-03
- 1980: Cornet d'humour (mit Philippe Delan) (Dargaud)
- 1986: La vie, la mort et tout le bazar (mit Philippe Delan) (Dargaud)
- 1986: Point de fuite pour les braves (Casterman)
- 1988: Die Frau des Magiers (mit Jerome Charyn) (Splitter) ISBN 978-3958-3922-74
- 1990: Teufelsmaul (mit Jerome Charyn) (Splitter) ISBN 978-3958-3922-81
- 1991: Die Pioniere des menschlichen Abenteuers (Alpha Comic Verlag) ISBN 978-3893-1118-17
- 1994: Du ventre de la bête New York (mit Jerome Charyn) (Casterman)
- 1994: La Pédagogie du trottoir (Casterman)
- 1995: Starr in der Manege der Leidenschaften (Edition Kunst der Comics) ISBN 978-3923-1029-83
- 1999: Cocktail transgénique (Casterman)
- 1999: Le Trésor de l'ombre (mit Alexandro Jodorowsky) (Les Humanoïdes Associés)
- 1999: Bestiaire de poche (Mosquito)
- 2002: Les contrepets de San Antonio, ou l'initiation de Bérurier à la Contrepèterie (mit Patrice Dard) (Fayard)
- 2009: Le Feu (nach dem gleichnamigen Roman von Henri Barbusse) (Invenit)
- 2012: XIII Mystery 4: Colonel Amos (mit Alcante) (Carlsen Verlag) ISBN 978-3551-7107-41
- 2014: Little Tulip (mit Jerome Charyn) (Splitter) ISBN 978-3958-3913-52
- 2016: Superdupont: Band 1. Renaissance (mit Gotlib & Belkrouf) (Splitter) ISBN 978-3958-3935-47
- 2018: Portrait de la France

### Serien
Rock Mastard (mit Philippe Delan) (noch nicht auf Deutsch erschienen)
- Pas de deo gratias pour Rock Mastard (1983: Bédéfil, 2006: Le Lombard)
- Échec à la Gestapo (2004: Le Lombard)

Mondgesicht (mit Alexandro Jodorowsky)
- 1993: Die unsichtbare Kathedrale (Le Dompteur de vagues) (Edition Kunst der Comics)
- 1996: Der Stein der Vollendung (La Cathédrale invisible) (Edition Kunst der Comics)
- 2006: Das versteinerte Licht (La Pierre de faîte) (Schreiber & Leser)
- La femme qui vient du ciel (1997: Casterman)  (noch nicht auf Deutsch erschienen)
- L'oeuf de l'âme (2004: Casterman)  (noch nicht auf Deutsch erschienen)

Die Abenteuer des Herrn Nachbarn
- 1996: Horst Katzmeier in der 5. Dimension (1994: Les Dents du recoin) (Edition Kunst der Comics)
- 1999: Das dicke Ende voll im Griff (1998: Sus à l'imprévu !) (Schreiber & Leser)
- 2000: Das Pepita-Problem (1998: Le Péril pied-de-poule) (Schreiber & Leser)
- 2010: Und Gott schuf den Comic (Sonderdruck anlässlich des GRATIS COMIC TAG 2010) (Schreiber & Leser)
- Un point c'est tout ! (1993: Casterman) (noch nicht auf Deutsch erschienen)
- J'assure ! (1999: Casterman) (noch nicht auf Deutsch erschienen)
- Le Manifeste du Mâle Dominant (2012: Casterman) (noch nicht auf Deutsch erschienen)

Les aventures de La Mort et de Lao-Tseu (mit Philippe Delan) (noch nicht auf Deutsch erschienen)
- La rage de vivre (1996: Casterman)
- Pas de quartier (2000: Casterman)
- www.la-mort.fr (2006: Casterman)
- L'irrésitible besoin d'exister (2009: Casterman)

Bouncer (mit Alexandro Jodorowsky) (Egmont Ehapa)
- 2002: Ein Diamant für das Jenseits (Un diamant pour l’au-delà)9
- 2003: Die Gnade des Henkers (La Pitié des bourreaux)
- 2004: Die Gerechtigkeit der Schlangen (La Justice des serpents)
- 2005: Die Rache des Einarmigen (La Vengeance du manchot)
- 2007: Die Beute der Wölfinnen (La Proie des louves)
- 2009: Die schwarze Witwe (La Veuve noire)
- 2010: Doppelherz (Cœur double)
- 2013: To Hell
- 2014: And Back
- 2019: Der Fluch des Goldes (L'Or maudit)
- 2020: Der Drachenrücken (L'Échine du dragon)

Janitor (mit Yves Sente) (Schreiber & Leser)
- 2007: Der Engel von Valletta (L’Ange de Malte)
- 2007: Wochenende in Davos (Un week-end à Davos)
- 2009: Begegnung in Porto Cervo (Les Revenants de Porto Cervo)
- 2011: Schatten der Vergangenheit (Les Morsures du passé)
- 2017: Höllenbrut (La Crèche de Satan)

### Arbeiten im Kollektiv mit anderen Comiczeichnern
- 1986: Hommage an Hergé (comicplus+)
- 1995: Asterix – Was für ein Fest ! (Egmont Ehapa)
- 2007: Hommage an Albert Uderzo (Egmont Ehapa)